# Movimento Galego ao Socialismo
O Movimento Galego ao Socialismo (MGS) é uma organização política independentista de esquerda. Como tal organização nasceu em março de 2009, embora a sua origem se remonta ao verão de 2006. Na atualidade, o MGS age no interior do Bloco Nacionalista Galego (BNG) e tem também representação na Confederação Intersindical Galega (CIG).

## História
A história do MGS pode ser dividida em três períodos básicos:
- O período compreendido entre o verão de 2006 e dezembro de 2008: um grupo de militantes da União do Povo Galego (UPG) descontentes com a deriva do partido no seio do Bloco Nacionalista Galego cinde-se e cria uma corrente interna de oposição no BNG. Essa corrente recebe o nome de Movimento pela Base (MpB).
- O período compreendido entre dezembro de 2008 e março de 2009: o MpB atravessa um conflito interno por causa da estratégia a seguir. Uma parte pretende abandonar o BNG e outra prefere continuar no seio da organização frentista para tentar reconduzi-la. Produz-se um conflito entre ambos os setores e mesmo uma disputa pela conservação do nome.
- O período posterior a março de 2009: o setor que permanece no interior do BNG passa a denominar-se Movimento Galego ao Socialismo e começa a engrossar a sua base social.

### A oposição à deriva do BNG
O primeiro período pode ser definido como de oposição ao que se considerava um afastamento do BNG dos seus piares fundamentais: principalmente, o soberanismo e a esquerda. A praxe política do BNG no governo bipartido com o PSOE na Junta da Galiza (2005-2009) provoca que uma série de militantes da UPG abandonem esse partido para criarem uma nova organização no interior do BNG, sob o nome de Movimento pela Base (MpB). Além desse setor descontente com a UPG, aderem também militantes independentes (não adscritos a nenhum grupo interno) e militantes da CIG em diversas comarcas do país, nomeadamente Ferrol, Compostela e Vigo. Entre eles destacam-se Antolim Alcántara, Fermim Paz, Manuel Mera ou Ramiro Oubinha, que faziam parte da Executiva da CIG. 
O MpB apresenta então uma candidatura própria ao Conselho Nacional do BNG que devia ser eleito na XII Assembleia Nacional da formação. A candidatura atinge 254 votos (9,32%) e 5 representantes, encabeçados por Fermim Paz e Paula Castro. Desde esse momento, o MpB critica o que considera uma deriva do BNG cara à sua homogeneização com outras forças do sistema, e, à vez, em 28 de outubro de 2009, o MpB constitui-se formalmente como organização política independentista, socialista e de classe. 

### Divisão interna
Entre os meses de dezembro de 2008 e janeiro de 2009 a corrente, porém, fragmenta-se entre aquele setor partidário de criar uma nova organização política à margem do BNG e aquele outro que advogava por continuar dentro da frente. Ao mesmo tempo, também colabora para o clima de conflito a relação do MpB com a UPG dentro da CIG. Isto termina produzindo um conflito aberto e a reclamação das siglas e o nome por ambos os setores.  
O setor que pretendia abandonar o BNG decide-se finalmente na assembleia nacional celebrada em 7 de fevereiro de 2009, na que se acorda também constituir uma nova organização soberanista à margem do BNG como plataforma eleitoral. A cisão produz-se, de facto, em 14 de março de 2009.  
Nesse momento, o setor maioritário do MpB, que decidira permanecer dentro do BNG, renuncia ao nome a às siglas e decide criar uma nova organização denominada, pela primeira vez, Movimento Galego ao Socialismo. 

### Nascimento do MGS como novo projeto político
O MGS constituiu-se formalmente em 20 de março de 2009. A diferença entre o MpB e o MGS era, pois, principalmente estratégia, ao considerar o MGS que podia ser realizado um trabalho de recuperação dos princípios fundamentais do BNG, obrigando a frente a reconduzir as políticas que tanto o MpB como o MGS consideravam afastadas do soberanismo e da esquerda. 
Em fevereiro de 2010, o MGS é apresentado publicamente durante o seu I Encontro Nacional, celebrado em Teu. Nesse encontro, a militância fixou oficialmente a posição do MGS ao advogar pelo carácter assemblear e por uma linha de nacionalismo emancipador e de esquerda transformadora.  

## Estrutura
O MGS é uma organização assemblear baseada em assembleias de zona (de âmbito comarcal) com capacidade para marcar a estratégia política da organização a nível nacional. Ademais, a este nível, existe uma Coordenadora Nacional, eleita no Encontro de Teu e responsável pela coordenação do MGS até à celebração da sua I Assembleia Nacional. Nesta Coordenadora Nacional estão representadas as diferentes assembleias de zona, e também, pela importância que se lhes confere, representantes da militância na Confederação Intersindical Galega e na organização juvenil Isca. 

## Presença noutras organizações
O MGS continua a análise realizada na primeira época, como MpB, que conduziu ao rechaço da estratégia marginalista. O seu objetivo é ter presença na sociedade e também naqueles organismos principais do nacionalismo galego, nomeadamente o BNG e o sindicato CIG. 
A respeito da presença no BNG, o MGS conta com um dos quinze membros da Executiva Nacional após o apoio dado à candidatura da UPG na assembleia extraordinária celebrada em 2009 após a queda do bipartido. Graças ao apoio do MGS, a Candidatura pela Unidade (ApU) da UPG, dirigida por Guillerme Vázquez pôde atingir 8 representantes por 7 da candidatura do quintanismo, dirigida por Mais Galiza e liderada por Carlos Aymerich. 
A respeito da presença na CIG, o MGS faz parte da maioria sindical apresentada ao V Congresso Confederal do sindicato e que escolheu Suso Seixo como novo Secretário Nacional. Além disso, o MGS tem presença destacada nas comarcas de Vigo e de Compostela. 